# Rougeou
Rougeou é uma comuna francesa na região administrativa do Centro, no departamento Loir-et-Cher. Estende-se por uma área de 7,79 km². Em 2010 a comuna tinha 157 habitantes (densidade: 20,2 hab./km²).